# Wesenberg (Holstein)
 For alternative betydninger, se Wesenberg. (Se også artikler, som begynder med Wesenberg)
Wesenberg er en by og kommune i det nordlige Tyskland, beliggende i Amt Nordstormarn under Kreis Stormarn. Kreis Stormarn ligger i den sydøstlige del af delstaten Slesvig-Holsten.

## Geografi
Wesenberg ligger i den sydøstlige del af amtet cirka ti kilometer sydvest for Lübeck. Floden Trave danner mod sydøst kommunegrænse til kommunen Klein Wesenberg. Motorvejen A1 går gennem kommunen.